# Paximadaki
Paximadaki (Grieks: Παξιμαδάκι) is een eiland in de Egeïsche Zee in het departement Lassithi in de periferie Kreta. Het eiland is onderdeel van een beschermd gebied, omdat er zeldzame planten en dieren leven, waaronder de eleonora's valk.
De archipel, waarin het eiland zich bevindt, was vroeger een plaats om te bidden voor de Griekse god Dionysos. Op het eiland zijn voorwerpen gevonden uit de oude en vroeg-christelijke tijd. Paximadaki kan vroeger bewoond zijn geweest.